# Nyctemera glauce
Nyctemera glauce är en fjärilsart som beskrevs av Fawcett 1916. Nyctemera glauce ingår i släktet Nyctemera och familjen björnspinnare. Inga underarter finns listade i Catalogue of Life.